# Ambulyx cyclasticta
Ambulyx cyclasticta är en fjärilsart som beskrevs av James John Joicey och William James Kaye 1917. Ambulyx cyclasticta ingår i släktet Ambulyx och familjen svärmare. Inga underarter finns listade i Catalogue of Life.

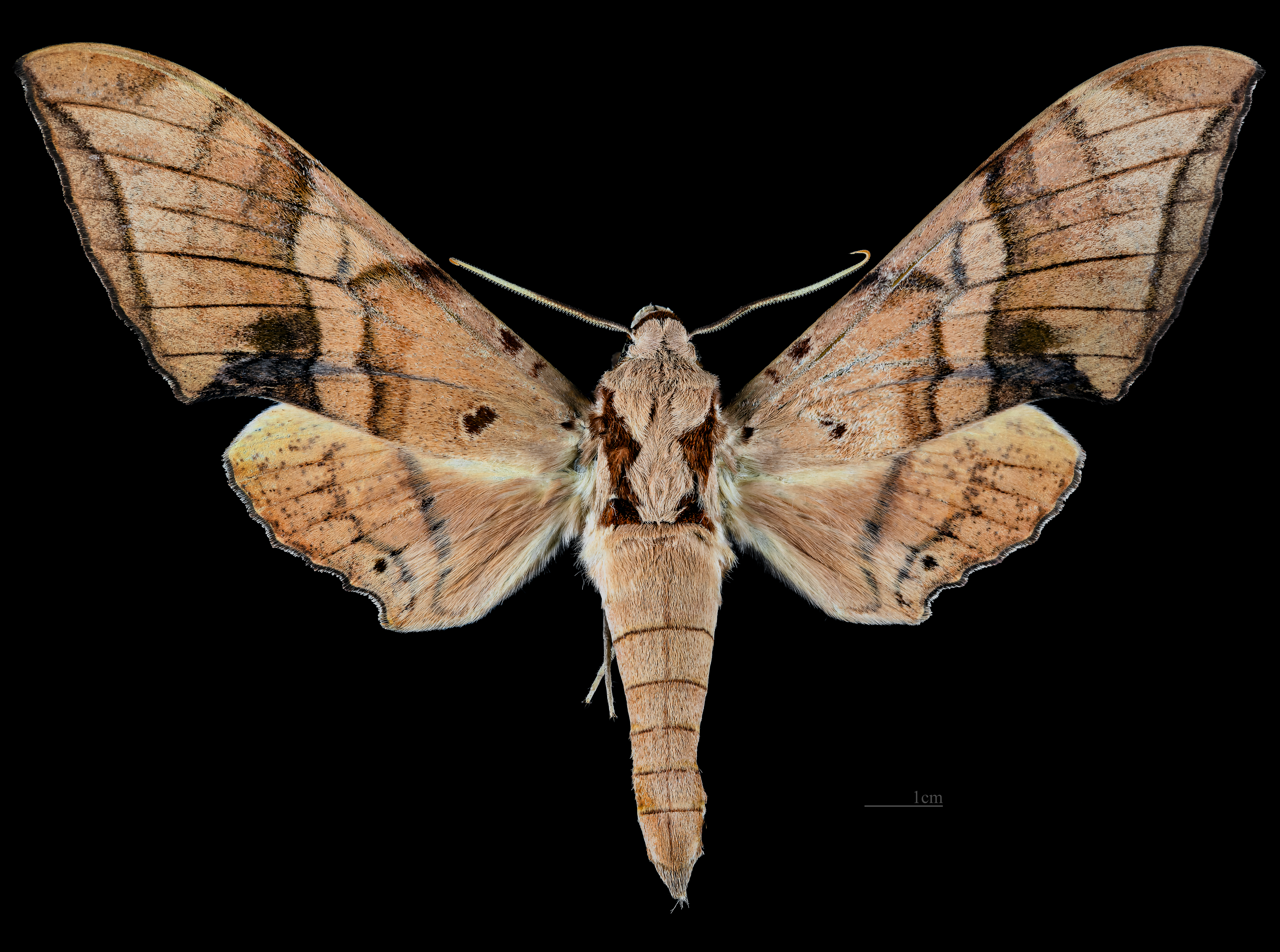
Ambulyx cyclasticta ♂
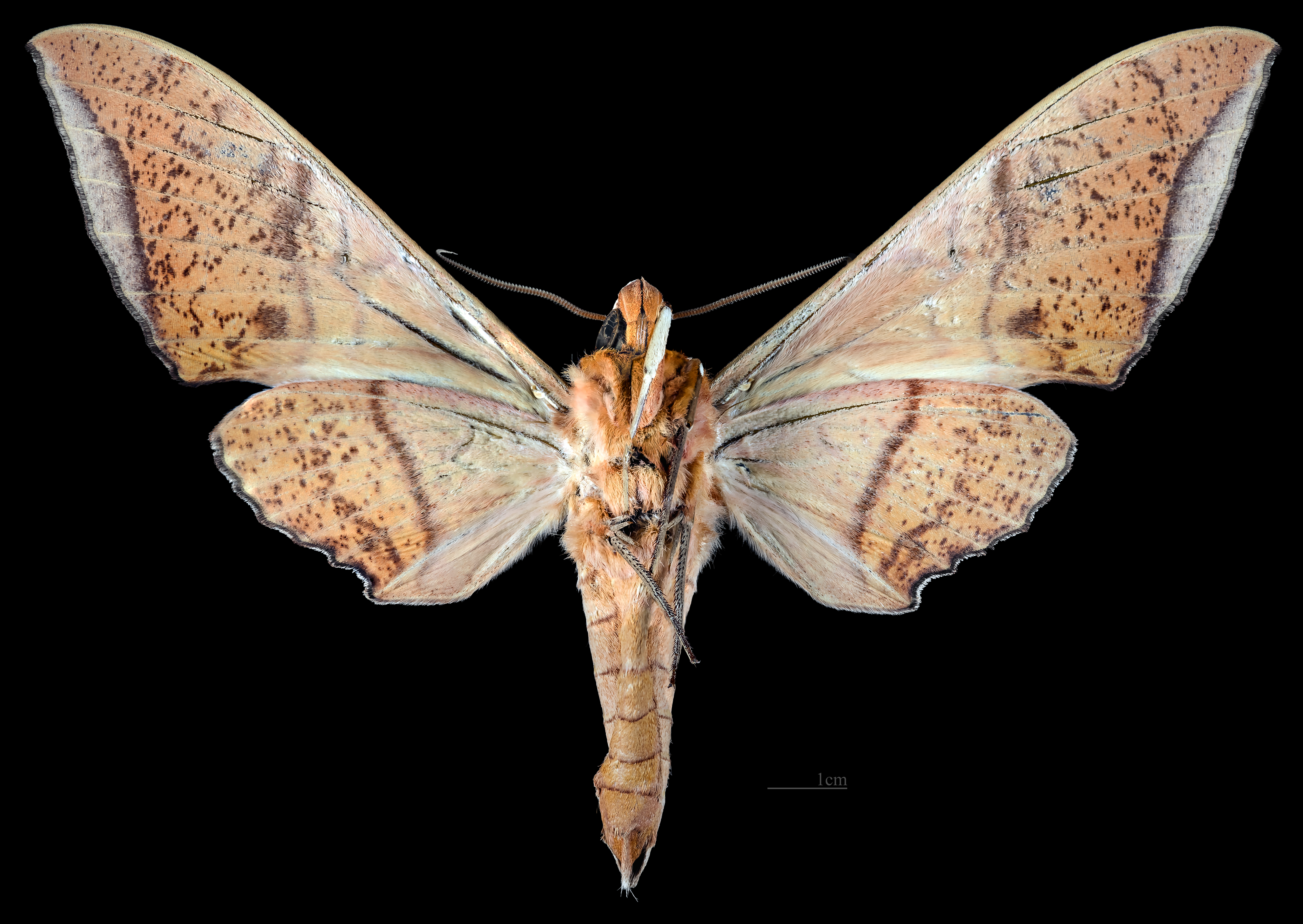
Ambulyx cyclasticta  ♂  △